# Halle du marché de Vaasa

La halle du marché de Vaasa (en finnois : Vaasan kauppahalli) est une halle construite dans le quartier Keskusta de Vaasa en Finlande.

## Présentation

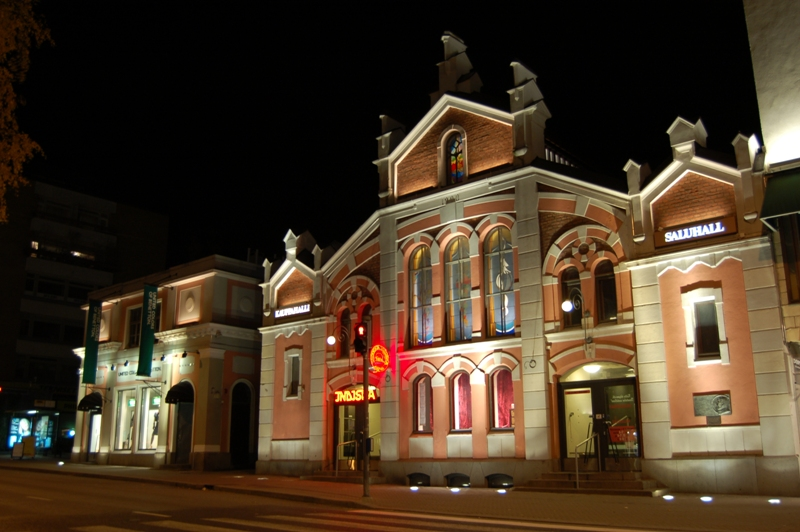
La halle du marché de Vaasa.

Le bâtiment est conçu par l'architecte Alfred Wilhelm Stenfors et la halle ouvre en 1902.
Le bâtiment est protégé.